# شیمی طرح‌نگاری نوری

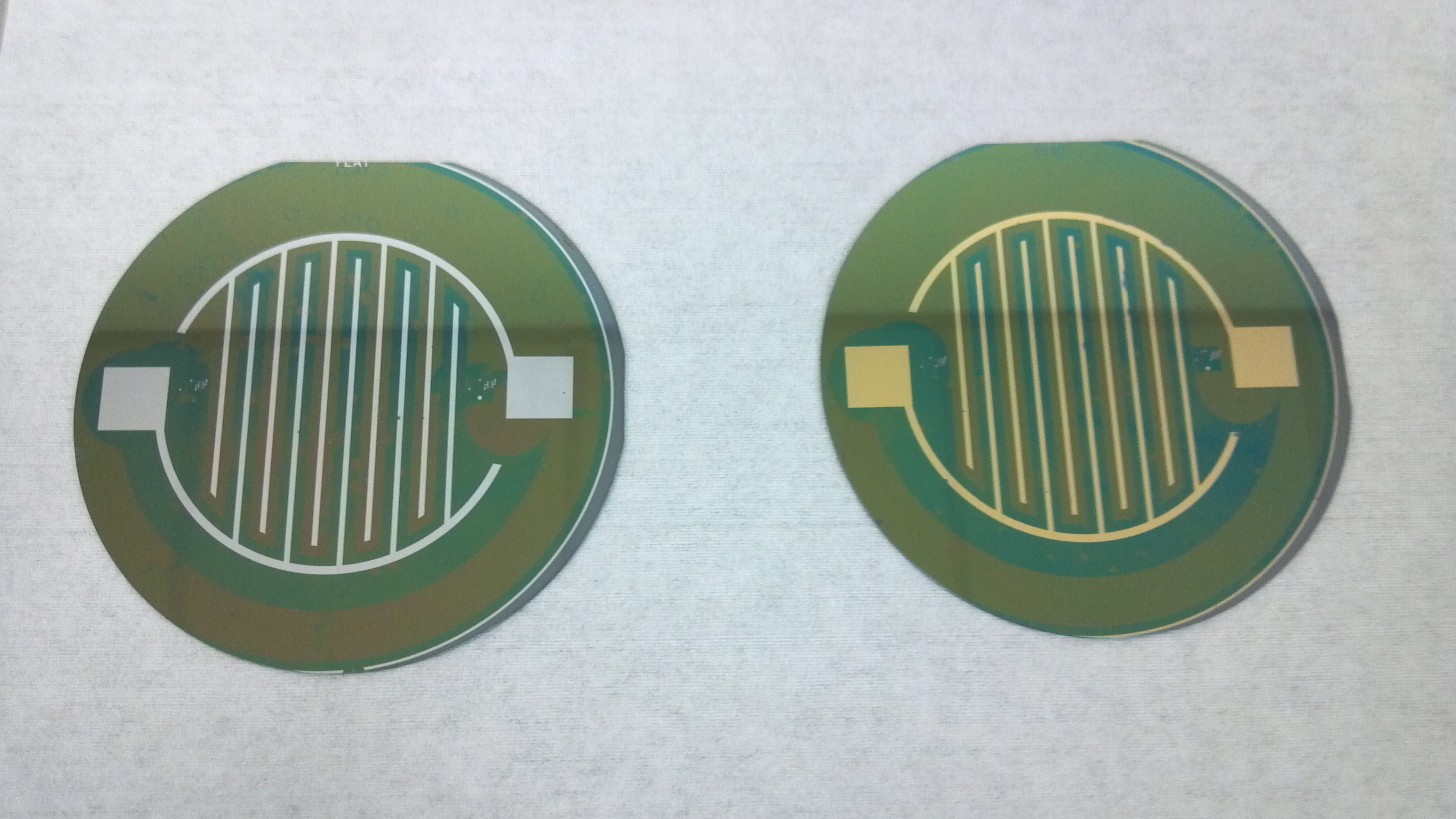
یک سلول خورشیدی پراکنده شده از طلا و آلومینیوم که از ویفر سیلیکونی <100> نوع p

فوتولیتوگرافی فرآیندی است در حذف بخش های انتخابی از لایه های نازک مورد استفاده در میکروساخت . ریزساخت تولید قطعاتی در مقیاس میکرو و نانو، معمولاً روی سطح ویفرهای سیلیکونی ، برای تولید مدارهای مجتمع ، سیستم‌های میکروالکترومکانیکی (MEMS)، سلول‌های خورشیدی و سایر دستگاه‌ها است. فوتولیتوگرافی این فرآیند را از طریق استفاده ترکیبی از هگزامتیل دیسیلازان (HMDS)، مقاوم به نور (مثبت یا منفی)، پوشش چرخشی ، ماسک نوری ، سیستم نوردهی و سایر مواد شیمیایی مختلف ممکن می‌سازد. با دستکاری دقیق این عوامل می توان تقریباً هر ریزساختار هندسی را روی سطح ویفر سیلیکونی ایجاد کرد. برهمکنش شیمیایی بین تمام اجزای مختلف و سطح ویفر سیلیکونی، فوتولیتوگرافی را به یک مسئله شیمی جالب تبدیل می کند. علم کنونی توانسته است ویژگی هایی بین 1 تا 100 روی سطح ویفرهای سیلیکونی ایجاد کند میکرومتر 
لیتوگرافی نوری، فناوری‌ای است که امروزه برای ساخت پردازنده‌های رایانه و انواع مدارهای مجتمع به کار گرفته می‌شود. تولیدکنندگانِ مدارهای مجتمع در دنیا از این شیوه‌ی بسیار کارآمد برای تولید بیش از 10 میلیارد ترانزیستور در هر ثانیه استفاده می‌کنند. ارزش تولیدات صنعتی با استفاده از تنها این یک فناوری، به بیش از 140 میلیارد دلار در سال می‌رسد. این فناوری قابلیت ارتقا برای تولید ساختارهایی با ابعاد کم‌تر از 100 نانومتر را دارد. اما انجام این کار بسیار مشکل، گران و پردردسر است. برای پیدا کردن روش‌های جایگزین، محققانِ ساخت سیستم‌های نانومتری، در حال بررسی هزاران ایده و صدها روش هستند، تا شاید یکی از آنها جواب بدهد. ‌ از زمان اختراع طرح نگاری نوری توسط نایپسه تا کنون منابع انرژی متفاوتی برای این کار استفاده شده، که منجر به ایجاد خانواده‌های مختلف طرح نگاری شده است: فوتون فرابنفش، اشعه ایکس، الکترون. علت اصلی استفاده از طول موج‌های کوتاه، رسیدن به ظرافت بیشتر در ساخت ادوات الکترونیک است. در حال حاضر فرایند اصلی ساخت ادوات الکترونیک بر پایه طرح نگاری نوری فرا بنفش است، که با طیف طول موج‌های بین ۳۰۰ تا ۴۵۰ نانومتر سر و کار دارد. ماسک در طرح لیتوگرافی نوری: ماسک‌ها در اصل صفحات کوارتزی هستند که بر رویشان با کُروم الگویی همانند شکل۱ داده شده است. بدیهی است که ساخت یک قطعه با دقت بسیار بالای هندسی و دقیقاً مشابه ماسک امکان پذیر نیست. برای ساخت ماسک‌ها از باریکه الکترونی با دقتی حدود کسری از میکرومتر استفاده می‌شود. این تکنیک لیتروگرافی الکترونی است که با جزئیات در اینجا مورد مطالعه قرار نمی‌گیرد. اگر دقت زیر میکرومتری در دسترس نباشد از روش‌های دیگری نظیر ژل، پرینت با کیفیت بالا روی ماده شفاف و. . . استفاده می‌شود.

## ویفر سیلیکونی
ویفرهای سیلیکونی از یک شمش جامد از سیلیکون تقریباً خالص (99.9999999٪) بریده می شوند. این کار از طریق فرآیند رشد انجام می شود که در تصویر مجاور نشان داده شده است و یک کریستال سیلیکون مکعبی الماس دست نخورده تولید می کند. سیلیکون تک کریستالی به دلیل ساختارش ناهمسانگرد است که به آن خواص ساختاری و الکتریکی متفاوتی در جهات مختلف صفحه می دهد. با استفاده از شاخص های آسیاب برای نشان دادن جهت های مختلف صفحه، وجه های (1،0،0) و (1،1،1) معمولاً در ویفرهای سیلیکونی استفاده می شوند (تصویر را ببینید). شمش سیلیکون جهت گیری شده و در امتداد یکی از این صفحات بریده می شود تا آن سطح برای پردازش از طریق فتولیتوگرافی در معرض دید قرار گیرد. دلیل استفاده از هر یک از این صفحات مسطح به کاربرد ویفر سیلیکونی یا نحوه پردازش آن بستگی دارد. به هر حال، این بستگی به استفاده از اچانت ها، مقاومت نوری و اسیدها برای درمان سطح دارد، و برهمکنش شیمیایی این مواد شیمیایی با سطح کریستال به ویژگی های سطح آن صفحه کریستالی بستگی دارد. جدولی در سمت راست انرژی های سطحی، چگالی اتمی و فاصله بین اتمی سه صفحه برای یک کریستال سیلیکون را نشان می دهد.
ویفر به تکه بسیار باریکی از یک ماده نیمه‌رسانا مانند بلور سیلیکون می‌گویند که درصد خلوص آن بسیار بالا و نزدیک به ۱۰ درصد است. ویفر سیلیکونی مولفه اصلی در تولید و ساخت مدارهای الکتریکی و چیپ است.
سیلیکون ماده‌ای است از جنس کربن که بعد از اکسیژن، دومین عنصر از نظر میزان فراوانی در زمین است و به طور طبیعی قابل ترکیب نیست. سیلیکون به صورت ترکیب شده با اکسیژن در شن و اغلب سنگ‌ها وجود دارد که سیلیکا (در‌اکسید سیلیسیوم) نام دارد. اگر سیلیکون با عناصری دیگری مثل آهن، آلومینیوم یا پتاسیم ترکیب شود، سیلیکات ایجاد می‌شود. ترکیبات سیلیکونی در اتمسفر، آب‌های معدنی، بسیاری گیاهان و بدن برخی حیوانات وجود دارد.
سیلیکون ماده اصلی در ساخت چیپ‌های کامپیوتری، ترانزیستورها، دیودهای سیلیکونی، دیگر مدارهای الکترونیکی و دستگاه‌های سوئیچینگ است چرا که ساختار اتمی آن، این عنصر را برای نیمه‌رسانا، ایده‌آل می‌کند. سیلیکون برای اینکه ویژگی‌های رسانا بودن خود را تغییر دهد معمولا با عناصری مثل بورون، فسفر و آرسنیک ترکیب می‌شود.

تشکیل شمش سیلیکون با استفاده از فرآیند

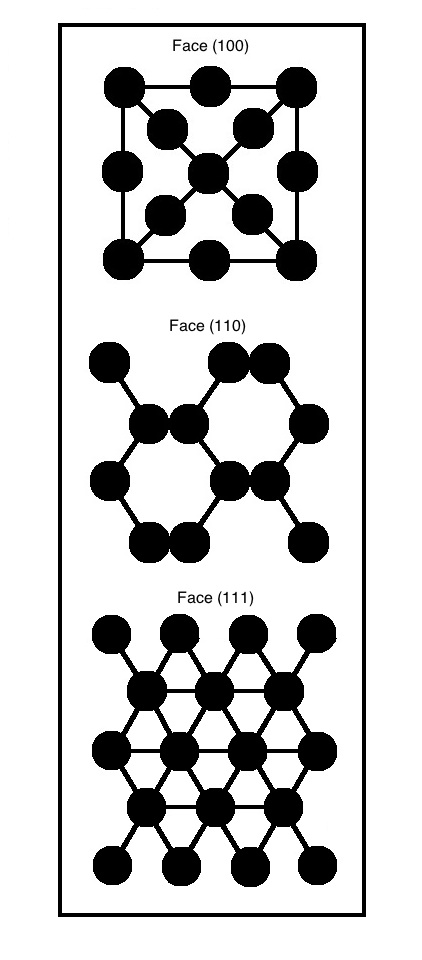
چهره های کریستالی کریستال سیلیکون

|                                | شاخص میلر (سطح صفحه) |         |       |
| (1,0,0)                        | (1،1،0)              | (1،1،1) |       |
| چگالی اتمی (10/14 سانتی متر 2) | 6.78                 | 9.59    | 15.66 |
| فاصله ( Å )                    | 5.43                 | 3.84    | 3.13  |
| سطح انرژی ( ارگ / سانتی متر 2) | 2130                 | 1510    | 1230  |

## مقاوم در برابر نور
در فتولیتوگرافی، از ترکیبات مقاوم به نور استفاده می شود که ماسکی را روی سطح ویفر سیلیکونی ایجاد می کند. این ماسک امکان کنترل دقیق روی فرآیندهای دوپینگ و اچینگ مورد استفاده برای تشکیل دستگاه‌ها روی ویفرهای سیلیکونی را فراهم می‌کند. مهم است که ماسک در طول فرآیند اچ در برابر حمله شیمیایی مقاوم باشد. فتورزیست ها دارای سه جزء اصلی هستند، یک حلال، رزین و حساس کننده (یا ترکیب فعال نور). این ترکیب به شکل مایع روی ویفر سیلیکونی اعمال می شود و پلیمریزاسیون از طریق قرار گرفتن در معرض نور کنترل می شود. از آنجایی که فوتوریست ها ترکیبات غیر قطبی هستند و دی اکسید سیلیکون دارای ویژگی قطبی است، مشکلات چسبندگی می تواند بین این دو ماده ظاهر شود. هنگامی که فتورزیست به درستی نمی چسبد، ویژگی ها وضوح را از دست می دهند. با کوچکتر شدن اندازه ویژگی، چسبندگی Photoresist بسیار مهم می شود. به منظور ایجاد قابل اعتماد ویژگی های کوچک، سطح ویفر سیلیکونی باید آبگریز شود تا چسبندگی مقاوم به نور ایجاد شود.
ویژگی های چسبندگی را می توان با تست گونیا مشاهده و آزمایش کرد. ویژگی های انرژی سطحی ویفر سیلیکونی را می توان با قرار دادن یک قطره آب دیونیزه یا اتیلن گلیکول و اندازه گیری زاویه تماس قطره اندازه گیری کرد. با استفاده از رابطه یانگ و مقادیر جدول بندی شده برای انرژی سطحی، می توانیم انرژی سطحی جامد را تخمین بزنیم.
فوتولیتوگرافی یا طرح‌نگاری نوری، در ساخت قطعات الکترونیک بکار می‌رود. در این فرایند، میکروساخت استفاده شده و جهت تهیه الگو در بخش‌هایی از انواع لایه های نازک استفاده می‌شود. در این فرایند پس از نشاندن یک لایه پلیمری حساس به نور (مانند فتورزیست، PMMA و SU۸) روی سطح زیرلایه، پرتوی همگن از یک ماسک عبور کرده و طرحی روی پلیمر ایجاد می‌کند. پس از ایجاد طرح روی پلیمر، نواحی نور دیده، با مقاومت در برابر خوردگی، واسطه انتقال طرح به لایه زیرین می‌شوند.
نکته کلیدی در این فرایند، طراحی ماسک است. یکی از ساده ترین رویکردها، رسم طرح با ابعاد مناسب در نرم افزارهایی نظیر AutoCAD و Corel و چاپ لیزری آن بر روی طلق می باشد. در دستگاه فتولیتوگرافی این آزمایشگاه امکان آنتقال طرح دلخواه شما از روی طلق بصورت یک به یک و نیز کاهنده (تا ۱/۷) بر روی زیر لایه مناسب (مانند شیشه حاوی لایه نازک کروم، نیکل و ...) وجود دارد. در صورت نیاز، در این مرکز سفارش تهیه ماسک با ابعاد مورد نظر شما پذیرفته می‌شود. این مرکز، مجهز به تجهیزات طراحی، ساخت و مشخصه یابی ماسک نظیر دستگاه‌های اسپین کوت، آون، لایه نشانی تبخیر حرارتی، میکروسکوپ نوری بازتابی و میکروسکوپ اتمی می باشد. 

شماتیک یک قطره مایع روی یک سطح جامد، که امکان توضیح بیشتر معادله رابطه یانگ را فراهم می کند.

```

  

    

      

        

          
γ

          

            

              
S

              
G

            

          

        

      

    

    
{\displaystyle \gamma _{\mathrm {SG} }}

  

 - انرژی سطحی بین جامد و بخار 

  

    

      

        

          
(

          
J

          

            
/

          

          

            
m

            

              
2

            

          

          
)

        

      

    

    
{\displaystyle {(J/m^{2})}}

  

   

  

    

      

        

          
γ

          

            

              
S

              
L

            

          

        

      

    

    
{\displaystyle \gamma _{\mathrm {SL} }}

  

 - انرژی سطحی بین جامد و مایع 

  

    

      

        

          
(

          
J

          

            
/

          

          

            
m

            

              
2

            

          

          
)

        

      

    

    
{\displaystyle {(J/m^{2})}}

  

   

  

    

      

        

          
γ

          

            

              
L

              
G

            

          

        

      

    

    
{\displaystyle \gamma _{\mathrm {LG} }}

  

 - انرژی سطحی بین مایع و بخار 

  

    

      

        

          
(

          
J

          

            
/

          

          

            
m

            

              
2

            

          

          
)

        

      

    

    
{\displaystyle {(J/m^{2})}}

  

   
θ
 - زاویه تماس
```

### مقاومت مثبت
فترزیست های مثبت از یک رزین نوولاک، حلال اتیل لاکتات و دیازونافتاکینون (DQ) به عنوان ترکیب فعال نور تشکیل شده اند. مقاومت نوری مثبت با نور واکنش می دهد و باعث می شود پلیمر تجزیه شود و در محلول توسعه دهنده حل شود. مقاومت مثبت نسبت به فوتوریست منفی مقاومت بهتری در برابر اچانت دارد. مقاومت های مثبت برای تولید اندازه ویژگی های کوچک بهتر هستند، اما به ویفرهای سیلیکونی و همچنین مقاومت منفی نمی چسبند. هنگام ساخت ویژگی های کوچک، داشتن چسبندگی خوب بسیار مهم است.

### مقاومت منفی
مقاومت نوری منفی از ماتریس پلی (سیس ایزوپرن)، حلال زایلن و بیس آریلازید به عنوان ترکیب فعال نور تشکیل شده است. نور مقاوم های منفی با پلیمریزاسیون به نور واکنش نشان می دهند. بخش های در معرض دید را می توان با استفاده از یک راه حل توسعه دهنده حذف کرد. مقاومت منفی چسبندگی بهتری دارد و برای ویژگی های بزرگتر از 2 عالی است. در اندازه میکرومتر

## HMDS

درمان یک ویفر سیلیکونی با HMDS، برای آبگریز کردن ویفر سیلیکونی.

یک روش متداول برای افزایش چسبندگی مقاوم به نور بر روی سطح ویفر سیلیکونی، درمان ویفر با هگزامتیل دیسیلازان (HMDS) است. ویفر سیلیکونی جدید دارای سطح قطبی است و مقداری آب جذب شده روی سطح دارد. ویفر می تواند برای حذف آب جذب شده تحت یک پخت کم آبی قرار گیرد و به دنبال آن عملیات HMDS نیز به عنوان مرحله پرایمینگ شناخته می شود. HMDS را می توان به صورت مایع روی ویفر با استفاده از یک سرنگ پخش کرد در حالی که ویفر به یک چاک خلاء در یک پوشش چرخشی متصل است . HMDS همچنین می تواند به شکل گاز در فرآیندی که به عنوان بخار اولیه شناخته می شود، اعمال شود. HMDS چسبندگی خوب مقاوم به نور به ویفر را تقویت می کند زیرا سطح ویفر آبگریز است . پس از عملیات HMDS، اکسید سطح سیلیکون سیله می شود و سطحی غیر قطبی باقی می گذارد.  صفحه سیلیکونی بکر (100) دارای ارزش انرژی سطحی 56.9 است  که به مقدار 44.1 کاهش می یابد بعد از تیمار HMDS  فرمول مولکولی هگزامتیل دیسیلازان C 6 H 19 NSi 2 است .
HMDS به چه معناست ؟ HMDS مخفف Hexamethyldisilazane است. اگر شما از نسخه غیر انگلیسی ما بازدید می کنید و می خواهید نسخه انگلیسی Hexamethyldisilazane را ببینید ، لطفا پایین پایین بروید و معنی Hexamethyldisilazane را در زبان انگلیسی مشاهده خواهید کرد. به خاطر داشته باشید که مخفف HMDS به طور گسترده ای در صنایع مانند بانکداری استفاده می شود, محاسبات, آموزشی, امور مالی, دولتی, و سلامت. علاوه بر HMDS، Hexamethyldisilazane ممکن است برای سایر کلمات اختصاری کوتاه باشد.
علاوه برHexamethyldisilazane ،HMDS دارای معانی دیگری است. آنها در سمت چپ زیر ذکر شده است. لطفا پایین بروید و برای دیدن هر یک از آنها کلیک کنید. برای همه معانیHMDS ، لطفا روی "بیشتر " کلیک کنید. اگر از نسخه انگلیسی ما بازدید می کنید و می خواهید تعاریفHexamethyldisilazane را به زبان های دیگر ببینید ، لطفا روی منوی زبان در پایین سمت راست کلیک کنید. شما معانیHexamethyldisilazane را در بسیاری از زبان های دیگر مانند عربی ، دانمارکی ، هلندی ، هندی ، ژاپن ، کره ای ، یونانی ، ایتالیایی ، ویتنامی و غیره خواهید دید.

ترکیب شیمیایی هگزامتیل سیلازان

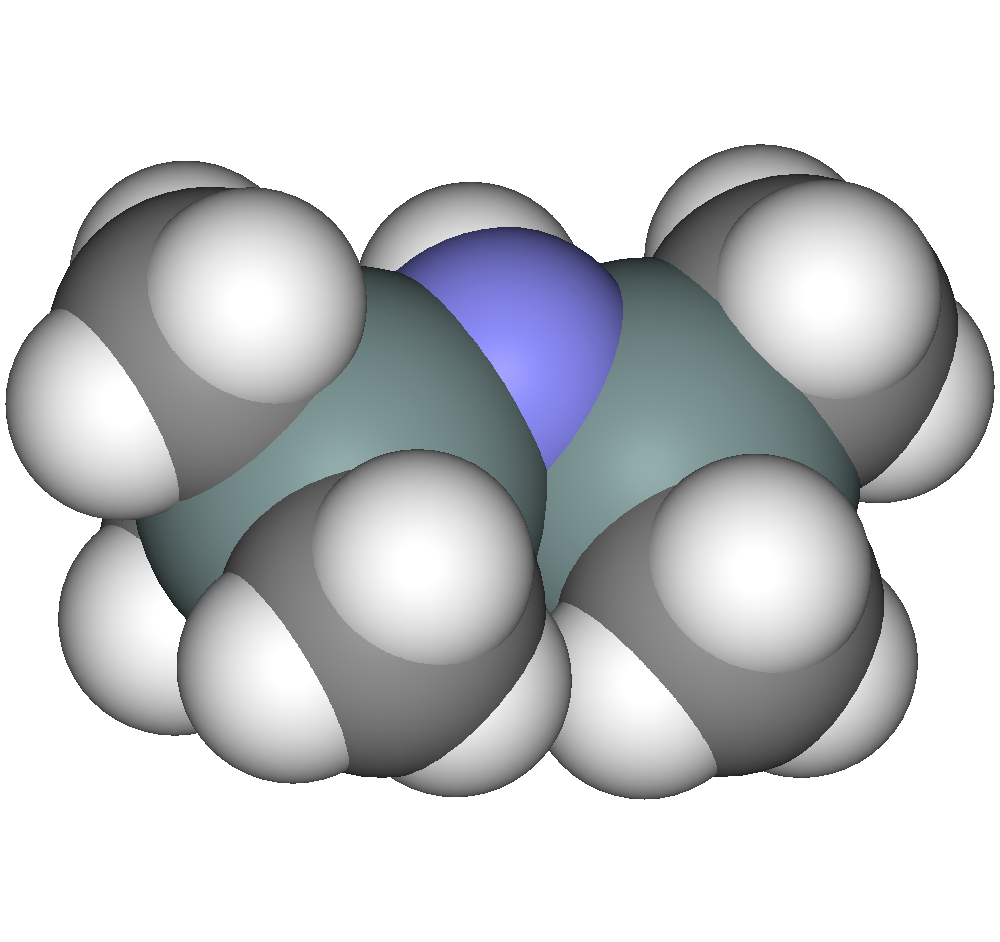
تصویر سه بعدی HMDS

## پوشش چرخشی
چهار پارامتر اساسی در پوشش اسپین دخیل هستند: ویسکوزیته محلول، محتوای جامد (دانسیته)، سرعت زاویه ای و زمان چرخش. طیف وسیعی از ضخامت ها را می توان با پوشش اسپین به دست آورد. معمولاً ضخامت ها از 1 تا 200 متغیر است میکرومتر ویژگی های اصلی که بر ضخامت فیلم تأثیر می گذارد ویسکوزیته و سرعت چرخش است. هر چه حلال چسبناک تر باشد، لایه غلیظ تر خواهد بود و هر چه ویفر سریعتر چرخانده شود، لایه نازک تر خواهد بود. با دستکاری این دو عامل، محدوده ضخامت های مختلف امکان پذیر است.
چگالی و ویسکوزیته هر دو به خواص واقعی مقاومت نوری مربوط می شوند. این پارامتر را می توان با رقیق کردن نور مقاوم و افزودن اجزای مختلف به آن برای تغییر خواص آن دستکاری کرد. سرعت و زمان زاویه ای مربوط به پوشش چرخشی و سرعت چرخش و مدت زمان آن است.
یکی از مسائل رایج در پوشش اسپین، "مهره شدن" حلال در لبه ویفر سیلیکونی است. فرآیندی به نام شستشوی پشتی معمولاً برای چرخاندن این مهره از ویفر استفاده می شود. با برنامه‌ریزی چندین سرعت چرخش مختلف در دستگاه پوشش اسپین، ضخامت حلال را می‌توان بدون «مجوبه‌سازی» در لبه‌ها یکنواخت کرد.
پوشش دهی دورانی یا اسپین کوتینگ Spin coating روشی رایج، در علوم و مهندسی، برای نشاندن لایه‌های نازک و یکنواخت مواد بر روی یک زیرساخت مسطح است. در این روش معمولاً از یک ماده محلول مانند لاک نوری‌ برای لایه زنی استفاده می شود. برای انجام پوشش به روش چرخشی، ابتدا مایعی از ماده مورد پوشش بر سطح زیرلایه و در مرکز زیر لایه پاشیده می شود. سپس زیر لایه تا رسیدن به سرعت خاصی که مورد نظر است شتاب دورانی داده می شود. زیر لایه بر روی صفحه دواری که قابل چرخیدن است قرار می گیرد و به وسیله اعمال یک خلاء ناچیز به آن می چسبد. با این کار مایع یا سیال بر سطح زیرلایه دفع می شود و به عبارتی این روش مبتنی بر نیروی گریز از مرکز است. در مرحله بعد زیر لایه با سرعت ثابتی می چرخد و نیروهای چسبنده سیالات موجب یک لایه نازک بر سطح زیرلایه می شوند. در این مرحله اگر سیال دارای حلال فرار باشد این حلال بخار می شود و لایه نازک پوشش بر سطح زیر لایه باقی می ماند. پس از خشک شدن لایه، ماده پوشش بر روی زیر لایه تولید شده است. در این روش عواملی همچون چسبندگی محلول، سرعت زاویه ای چرخش زیرلایه، زمان چرخش و برخی عوامل دیگر نقش اساسی دارند. به عنوان نمونه چنانچه سرعت چرخش بیش از حد زیاد باشد لایه بسیار نازک خواهد شد و از طرفی لایه بسیار نازک می تواند بیانگر زمان زیاد چرخش باشد و باید آن را کاهش داد. درست عکس این مطالب نیز برای لایه های ضخیم صادق است و بنابر این باید زمان و سرعت را با توجه به میزان چسبندگی و سطح زیر لایه و جنس زیرلایه به درستی انتخاب نمود. کاربردها: روش پوشش دورانی معمولاً برای لاک زدن روی قرص‌های زیر ساخت در صنعت میکروالکترونیک و فناوری میکرو استفاده می‌شود. ضخامت لابه ایجاد شده به گرانروی لاک نوری، سرعت دورانی، شتاب و طول زمان چرخش وابسته‌است. در میکروالکترونیک ضخامت‌هایی در حدود چند میکرو متر و کمتر مرسومند زیرا که لاک نوری فقط به عنوان یک پوشش محافظ یا پوشش قربانی استفاده می‌شود و ساختار اصلی روی خود متن کوچکقرص قرار می‌گیرد. ولی در فناوری میکرو بعضاً ساختارهایی از جنس خود لاک تولید می‌شود که در آن نیاز به ایجاد لایه‌های ضخیم تر وجود دارد. از دیگر کاربردهای این روش می‌توان از لایه نشانی انواع مواد آلی و شیمیایی، لایه‌نشانی انواع سل ژل، یا پوشش رنگ نام برد.
اگرچه پوشش اسپین محدودیت های خود را دارد. در حال حاضر مهندسان و دانشمندان در حال کار بر روی کشف راه بهتری برای اعمال نور مقاوم به بستر یک ویفر سیلیکونی هستند. پوشش اسپین می تواند منجر به مشکلات توپوگرافی ویفر مانند بسترهای غیر گرد، زیرلایه های بزرگ، بسترهای شکننده و مصرف مواد شود. یکی از راه‌حل‌های بالقوه برای این مسئله، اسپری کردن فتوریست روی سطح است. با پاشیدن فتوریست بر روی سطح ویفر بر خلاف پوشش چرخشی فتورزیست، مقدار زیادی فوتوریست ذخیره می شود و می توان قطعات کوچکتر و دقیق تری ساخت. پوشش اسپری هنوز در مرحله توسعه است و تحقیقات بیشتری باید انجام شود تا مقرون به صرفه و کاربردی باشد.

## همچنین ببینید
- فتولیتوگرافی
- میکروساخت
- لیتوگرافی
- ماسک عکس
- HMDS
- مقاوم در برابر نور
- پوشش چرخشی